# Jef Jurion
Armand Joseph ("Jef") Jurion (Sint-Pieters-Leeuw, 24 februari 1937), bijnaam Mister Europe, is een Belgisch voormalig voetballer. Hij speelde als middenvelder en was een van de steunpilaren van RSC Anderlecht in de jaren vijftig en zestig van de 20e eeuw. Hij won tweemaal de Gouden Schoen.

## Biografie
Jef Jurion begon op jonge leeftijd bij Ruisbroek FC te voetballen maar kreeg al gauw de kans om voor grotere clubs te gaan voetballen zoals Racing White uit Brussel. Uiteindelijk ging Jurion naar die andere Brusselse club, RSC Anderlecht.
Daar werd Jurion een vaste waarde en zelfs de grote leider van het team. De centrale middenvelder won dan ook in 1957 en 1962 de Gouden Schoen. Hij was de eerste speler van Anderlecht die ooit die trofee won.
Jurion, de voetballer met bril, viel vooral op door zijn technische kwaliteiten en zijn leiderscapaciteiten. Zo scoorde hij in 1962 tijdens de legendarische 1-0-overwinning van Anderlecht tegen het grote Real Madrid, prompt nadat Rik De Saedeleer vanaf zijn commentaarpositie had geroepen: "Jef, doe eens iets..." Door dat doelpunt kreeg Jurion de bijnaam Mister Europe want Anderlecht speelde in Madrid 3-3 gelijk en bleef dus Europees spelen.
In 1968, toen Jurion 31 jaar was, verliet Jurion het Astridpark en voegde zich bij ARA La Gantoise. Daar verbleef Jurion 4 seizoenen. Vervolgens ging hij als speler-trainer aan de slag bij Sporting Lokeren tot 1974 en promoveerde tweemaal op drie seizoenen waardoor Lokeren in eerste terechtkwam. Als trainer bracht hij SK Beveren in eerste afdeling. Jef Jurion speelde ook 64 keer voor de nationale ploeg van België en was goed voor 9 doelpunten.
Als trainer zorgden zijn omkooppraktijken in 1976 voor de degradatie uit de hoogste klasse van zijn toenmalige club RAA Louviéroise.
Jurion woont tegenwoordig in Knokke.

## Palmares
| Nationaal         |    |                                                    |
| Belgisch kampioen | 9x | 1955, 1956, 1959, 1962 1964, 1965; 1966, 1967,1968 |
| Gouden Schoen     | 2x | 1957, 1962                                         |
| Beker van België  | 1x | 1965                                               |

1954: Rik Coppens · 1955: Fons Van Brandt · 1956: Vic Mees · 1957: Jef Jurion · 1958: Roland Storme · 1959: Lucien Olieslagers · 1960–61: Paul Van Himst · 1962: Jef Jurion · 1963: Jean Nicolay · 1964: Wilfried Puis · 1965: Paul Van Himst · 1966: Wilfried Van Moer · 1967: Fernand Boone · 1968: Odilon Polleunis · 1969: Wilfried Van Moer · 1970: Wilfried Van Moer · 1971: Erwin Vandendaele · 1972: Christian Piot · 1973: Maurice Martens · 1974: Paul Van Himst · 1975: Johan Boskamp · 1976: Rob Rensenbrink · 1977: Julien Cools · 1978: Jean-Marie Pfaff · 1979: Jean Janssens · 1980: Jan Ceulemans · 1981: Erwin Vandenbergh · 1982: Eric Gerets · 1983: Frank Vercauteren · 1984: Enzo Scifo · 1985–86: Jan Ceulemans · 1987: Michel Preud'homme · 1988: Lei Clijsters · 1989: Michel Preud'homme · 1990: Franky Van der Elst · 1991: Marc Degryse · 1992: Philippe Albert · 1993: Pär Zetterberg · 1994: Gilles De Bilde · 1995: Paul Okon · 1996: Franky Van der Elst · 1997: Pär Zetterberg · 1998: Branko Strupar · 1999: Lorenzo Staelens · 2000: Jan Koller · 2001: Wesley Sonck · 2002: Timmy Simons · 2003: Aruna Dindane · 2004: Vincent Kompany · 2005: Sérgio Conceição · 2006: Mbark Boussoufa · 2007: Steven Defour · 2008: Axel Witsel · 2009: Milan Jovanović · 2010: Mbark Boussoufa · 2011: Matías Suárez · 2012: Dieumerci Mbokani · 2013: Thorgan Hazard · 2014: Dennis Praet · 2015: Sven Kums · 2016: José Izquierdo · 2017: Ruud Vormer · 2018–19: Hans Vanaken · 2020: Lior Refaelov · 2021: Paul Onuachu · 2022: Simon Mignolet · 2023: Toby Alderweireld · 2024: Hans Vanaken